# Góry Sajańskie
Góry Sajańskie (ros.: Саянский хребет, Sajanskij chriebiet) – pasmo górskie w azjatyckiej części Rosji, na południu Kraju Krasnojarskiego, część łańcucha Sajanu Zachodniego. Najwyższy szczyt pasma ma wysokość 2736 m n.p.m. Góry zbudowane są głównie z łupków metamorficznych, granitów, porfirytów i tufów. Zbocza (do wysokości 1700–1800 m n.p.m.) porośnięte są tajgą sosnowo-modrzewiowo-jodłową.
Dużą część pasma zajmuje Sajańsko-Szuszeński Rezerwat Biosfery.